# ダニー・ホッジ
ダニー・ホッジ（Danny Hodge、本名：Daniel Allen Hodge、1932年5月13日 - 2020年12月24日）は、アメリカ合衆国のプロレスラー。オクラホマ州ペリー出身。日本では「鳥人」、海外では「Dynamite（ダイナマイト）」の異名を持った。
アメリカでは「世界中の偉大なスポーツマン・ベスト100」や過去75年間のプロレスラートップ12にも選ばれている。

## 来歴
父はアルコール依存症、母は重いうつ病（さらにホッジが9歳の時に家の火事により全身の70%にやけどを負い、皮膚移植と長い入院生活を強いられた）を患い、酒飲みで乱暴者の祖父に暴力を振るわれる環境で育つ。
少年時代からレスリングを学び（本人曰く「アマ、プロの区別はなく "レスリング" を学んだ」という）、アマチュア時代はオクラホマ州チャンピオンの他、AAUを4度、全米大学選手権を3度も制し、19歳で1952年ヘルシンキオリンピックのミドル級フリースタイルに出場して5位入賞、1956年メルボルンオリンピックのミドル級フリースタイルでは銀メダル獲得と成績を残しており、2022年現在アマチュアレスリングの選手としては唯一1957年4月号の「スポーツ・イラストレイテッド」の表紙を飾っている。
アマチュア時代の輝かしい功績を称え、NCAAでは1995年より最も優れたレスリング選手にダン・ホッジトロフィーが贈呈されている。
レスリングだけではなくアマチュア・ボクシングでも実績を残しており、大学でレスリング部に所属していた時にボクシング部の部員に誘われボクシングを始め、オクラホマ州チャンピオン、MSGチャンピオンと続けて1958年には全米ゴールデングローブ・ヘビー級チャンピオンにまでなっている。また短期間（約10か月）ではあるがプロボクサーとしても活動しており、戦績は8勝2敗だった。
1959年、地元オクラホマを拠点とするNWAトライステートのプロモーター、レロイ・マクガークにスカウトされ27歳でデビュー。プロレスラーとしてはエド・ルイスに師事。以降、トライステート地区を主戦場に、デビューから1年後の1960年7月22日にNWA世界ジュニアヘビー級王者に就いた。4年後の1964年7月11日にヒロ・マツダに敗れて王座を失うが、1965年4月23日に再び戴冠。以後、アサシン1号やスプートニク・モンローなどに奪取されるも短期間で奪還、1971年5月20日にロジャー・カービーに敗れるまで長期政権を築いた。その後、1972年3月20日に7度目の戴冠を果たし、1973年12月19日にケン・マンテルに奪取されるまでタイトルを保持した。
ジュニアヘビー級のレスラーとして活動する一方、1970年には大型のザ・スポイラーを相手に北米ヘビー級王座を争うなど、ヘビー級戦線でも活躍。トライステート地区認定のUSタッグ王座も、1962年9月5日にホセ・ロザリオと組んでマツダ&ドン・ケントから奪取したのを皮切りに、1967年10月7日にスカンドル・アクバと組んでシャチ横内&トーゴー・シクマ、1970年5月27日にルーク・ブラウンと組んでハリウッド・ブロンズ（ジェリー・ブラウン&バディ・ロバーツ）、1975年7月9日にジェイ・クレイトンと組んでスタン・ハンセン&フランク・グーディッシュを破って戴冠するなど、再三に渡って獲得した。
1976年3月2日、ルイジアナ州シュリーブポートにてマツダを破り、NWA世界ジュニアヘビー級王座への8度目の戴冠を果たす。しかし、直後に自動車事故を起こして首を骨折する重傷を負い（事故後は首が後ろに回らなくなったという）、そのまま王者として引退した。

### 日本での活躍
1967年1月、NWA世界ジュニアヘビー級王者として国際プロレスの旗揚げシリーズ（東京プロレスとの合同興行）に初来日。開幕戦となる1月5日、大阪府立体育館においてマツダの挑戦を受け、60分時間切れドローの熱戦を演じた。国際プロレスには1968年1月にも参戦し、1月24日に東京の台東区体育館において、ルー・テーズを破りTWWA世界ヘビー級王座を獲得。ジュニアヘビー級とヘビー級の壁を、大王者テーズ相手に超えてみせた。
1968年12月末には日本プロレスに初参戦。年明けの1969年1月9日、広島県立体育館においてウイルバー・スナイダーをパートナーに、ジャイアント馬場&アントニオ猪木のBI砲からインターナショナル・タッグ王座を奪取した。1969年11月の来日時にはNWA世界ヘビー級王者のドリー・ファンク・ジュニアと「現役NWA世界王者コンビ」を組み、11月28日の蔵前国技館大会でBI砲の同王座に再挑戦。1-1のタイスコアの後、60分時間切れ引き分けの星を残した。
以降も日本プロレスに度々参戦して、1972年9月開幕の『第3回NWAタッグ・リーグ戦』にはネルソン・ロイヤルとのコンビで出場。1974年7月には全日本プロレスに来日。開幕戦となる7月5日の後楽園ホール大会ではジャンボ鶴田と対戦し、30分時間切れで引き分けている。これが選手としての最後の来日となった。

### 引退後
1976年の引退後はレスリングのコーチを務めた。後年にはオクラホマ州の複数のMMA団体からコミッショナーへの就任を要請され、実際にその職に就いていた。
1985年6月、新日本プロレスにレフェリーとして来日。ハルク・ホーガン対藤波辰巳のWWF世界ヘビー級王座戦などを裁いた。
1991年、レスリングの練習のためにアメリカにいた太田章と石澤常光が、ホッジの経営するオクラホマのドライブインを訪問。そのとき、ホッジは太田の腕を両足で挟み「抜いてみろ」と促したが、何をしても絶対に抜けなかったと太田は回想している。
2005年にはWWEのRAWにゲスト出演した。同年10月に久々に来日し、ビル・ロビンソンがコーチを務める高円寺のレスリング・ジム「U.W.F.スネークピットジャパン」にてトークショーを行った。その際、ロビンソンと3分間のスパーリングを行っている。2008年10月には "プロレス・エキスポ" 立会人として来日、往年の "リンゴ潰し" の健在ぶりを見せた。
2020年12月24日、生まれ故郷であるオクラホマ州ペリーの病院で死去（晩年は認知症を患っていたという）。88歳没。

## スタイル
レスラーとしては試合展開に応じたテクニックを駆使するスタイルで、ヘッドロックやコブラツイストなどの基礎的な技をキャリア全般を通して大切に使い続けた。しかしホッジの類稀な身体能力、特に並外れた怪力はそれらシンプルな技全てに桁外れの威力を与えたと伝えられている。一応はジュニアヘビー級の選手だが、上記にもある通りヘビー級選手とも互角以上の戦績を残したオールラウンダーだった。
本人曰く「私の必殺技はコンディション。いつでも60分、90分を戦い続けられるコンディションにあった。コンディションさえ保っておけば、レスリングの攻防でもパンチの攻防でも負けない」とのこと。
稀代のシューターとして名を轟かせたホッジだが、活躍していた時代の関係もあり異種格闘技戦を行った記録は無い。しかし、「もしも現在の総合格闘技に全盛期のホッジが出場したなら」という質問にルー・テーズは「1分以内に対戦相手は目をえぐられ、鼻をもがれ、さらに両耳を引きちぎられるだろうね」と答えている。これにはビル・ロビンソンも同様の意見を述べており、全盛期のホッジの強さを伝えるには十分すぎる強烈なエピソードといえる。なお後述の「キレやすい性格」を加味した評価でもあり、現役時代のホッジを知る人物は異口同音に「なぜなら彼はキレてしまうからだ」と付け加えている。

## 逸話

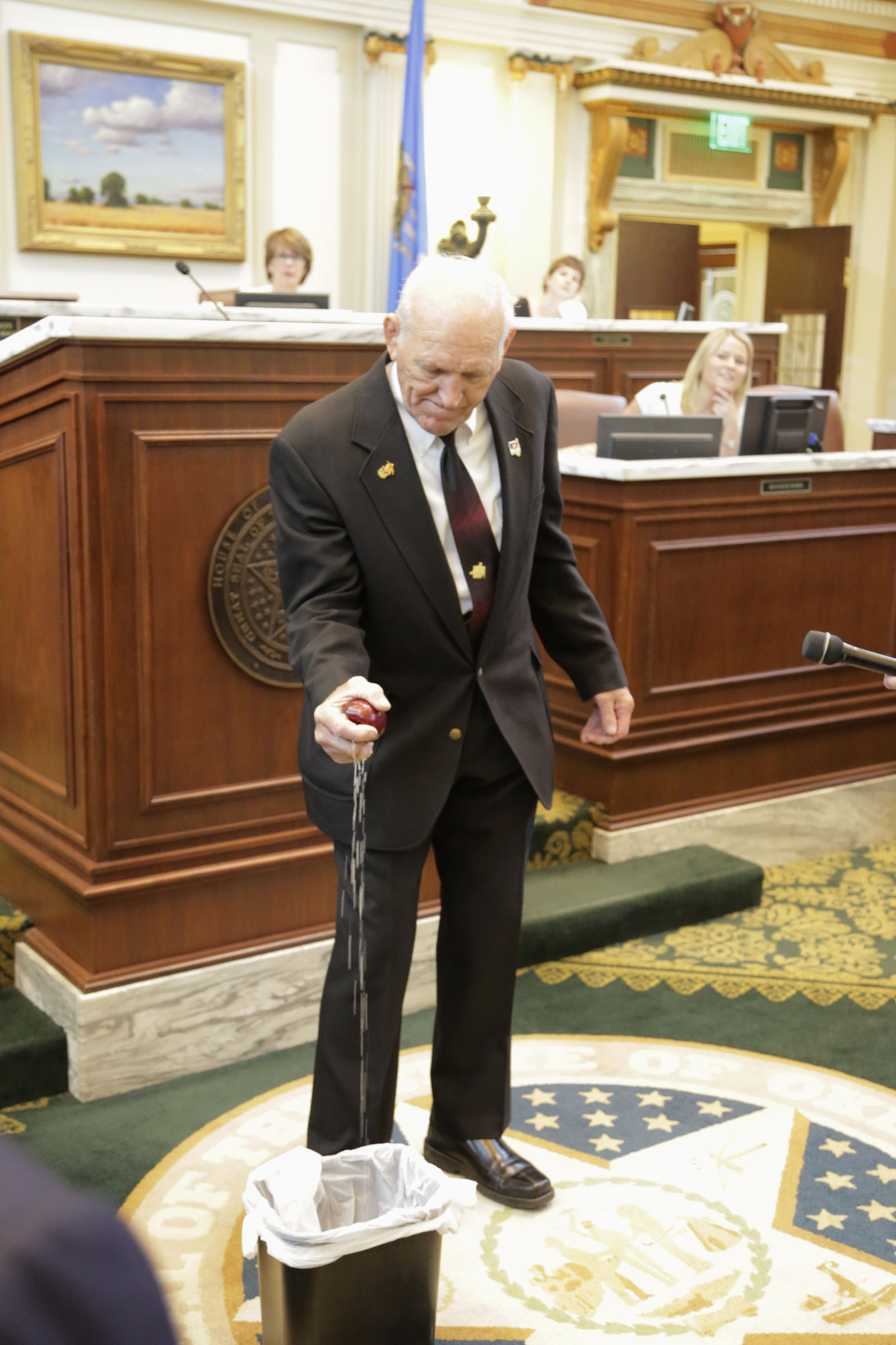
晩年期のホッジ。リンゴを握り潰すパフォーマンス（2013年）

- レスリング及びボクシングでの輝かしい功績及び謙虚で穏やかな性格により人々から敬愛される存在だったが、リング上では些細なことですぐキレてしまう性格で（テーズ曰く、「キレると目がトローンとなる」そうである）、キレると何をするかわからないため、他のレスラーから非常に恐れられた。テーズが対戦中、張り手を食らわせた瞬間ホッジがキレたことを察し、すぐさま場外にエスケープしたという逸話もある（恐れて逃げたのではなく、時間をとって冷静になるのを待った）。この試合後ホッジはテーズの控室を訪れ謝罪。その際に「ミスター・テーズ。私はあなたをとても尊敬していますが、顔を平手で張るのだけはやめてください。何をするのか私でもわからなくなりますから」と言ったという。なお、ホッジはそれ以前にSTFをかけられた瞬間にもキレてテーズに謝罪しており、テーズはホッジ相手に何をしたらいいのか分からなくなったという。育った場所が消防署だったため、昼夜かまわずサイレンの音に襲われて育ったことがキレやすい性格になった原因であるといわれている。
- ホッジが引退後に新日本プロレスの会場を訪れた際、控え室にあるシャワーを借りた。しかし後からシャワールームを訪れたレスラーたちが「シャワーのコックが壊れている」と訴えてきたため調べてみると、事前に使用したホッジがあまりにもコックを固く閉め過ぎたことが原因だった。本人にとっては普通に閉めたつもりが、現役のレスラーたちですら誰一人コックを捻ることができない状態だったという。日本に複数回来日したが国際プロレスを含めシングルで唯一無敗の記録を持っているレスラーである。
- ホッジのトレードマークとなっているリンゴを片手で握りつぶすパフォーマンスは、80歳を過ぎた老年期となっても健在であった。なお利き手は関係無く可能で、両手にリンゴを持った状態から同時に握りつぶすこともできる。
- テーズの車に乗せてもらって移動中、後部座席で「Sorry（ちょっとすみません）」と伝えてマスターベーションを始めたことがある。「ジュニアの体重を保つため」とのこと。彼は試合前にも同様の行為をしていたとのことで、本人曰く「これぐらいで丁度いい」との話。
- 上記の自動車事故は、深夜の移動中に誤って湖に転落したというものだが、ホッジは首骨折の重傷を負いつつも、片手で自分の頭部を支え、自力で泳いで湖を脱出した。ここでも規格外ぶりを見せ付けている。
- ホッジの最大・最強のライバルと言えばヒロ・マツダである。ジュニアヘビー不毛と言われた時代、この二人は勝ったり負けたりしながら数多くの死闘、熱闘を展開し、ヘビー級選手を押しのけてメインイベントを張ることもあった。特にマツダが日本人で初めてNWAジュニアヘビー級王座をホッジから奪取した試合は今でも語り草になっている。

## 獲得タイトル
ナショナル・レスリング・アライアンス
- NWA世界ジュニアヘビー級王座：8回[6]
- NWA殿堂：2010年[20]

アメリカン・レスリング・アソシエーション
- AWA世界ジュニアヘビー級王座：1回[21]

NWAトライステート
- NWA北米ヘビー級王座（トライステート版）：3回[7]
- NWA USタッグ王座（トライステート版）：7回（w / ホセ・ロザリオ、スカンドル・アクバ×2、ロレンゾ・パレンテ×2、ルーク・ブラウン、ジェイ・クレイトン）[8]

オールスター・レスリング
- ネブラスカ・タッグ王座：1回（w / レジー・パークス）[22]

トランス・ワールド・レスリング・アソシエーション
- TWWA世界ヘビー級王座：1回[11]

日本プロレス
- インターナショナル・タッグ王座：1回（w / ウイルバー・スナイダー）[14]

## 得意技
オクラホマ・ヘイライド
相手をカニバサミの要領で後方に倒し、その体勢から両腕と両脚を引き絞ることで股関節を極める技。完成までのプロセスはテリー・ファンクなどが得意としたローリング・クレイドルに似るが、オクラホマ・ヘイライドは回転を加える動作が無くあくまで関節を痛めつけることに主眼が置かれている。ホッジが第一線を退いた後、天龍源一郎や豊田真奈美など数えるほどしか使い手が存在していない珍しい技（意外な所ではドン・フライが使ったことがある）。元々はレスリングにおいて「股裂き」と呼ばれる一般的かつ伝統的なテクニックである。
コブラツイスト（アブドミナル・ストレッチ）
新人時代から晩年までを通し好んで使用していた。
ヘッドロック
プロレスにおける基本の一つであり、新人レスラーがまず初めに教えられる技として有名。しかし、ホッジの並外れた怪力をもって絞め上げられるそれは単なる痛め技の領域を超越していたと伝えられている。その規格外の威力から「ホッジ・ヘッドロック」、または「ホッジ・ロック」と呼ばれ恐れられた。
ドロップキック
「怪鳥」の異名の通り、類稀な身体能力をもって放たれる高角度ドロップキック。優れた跳躍力にものをいわせ、相手の顔面に直撃させることもあった。
パンチ
元アマチュアボクシング全米王者の経歴は伊達ではなく、プロレス転向後も強烈なパンチ攻撃で対戦相手から非常に恐れられた。プロレス界における拳を使った攻撃といえばいわゆるナックルパートが主流を占めるが、ホッジが放つものは脇を締め腰の回転を効かせたまさにボクシングそのものの本格的なパンチであった。